# Іряска
Іряска (рум. Ireasca) — село у повіті Галац в Румунії. Входить до складу комуни Гохор.
Село розташоване на відстані 206 км на північний схід від Бухареста, 82 км на північний захід від Галаца, 124 км на південь від Ясс, 147 км на схід від Брашова.

## Населення
За даними перепису населення 2002 року у селі проживали 379 осіб, з них 378 осіб (99,7%) румунів. Усі жителі села рідною мовою назвали румунську.